# Papa Nicolae al IV-lea

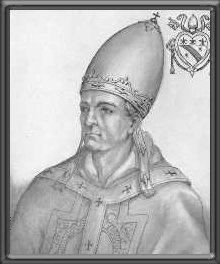

Nicolae IV. (n. 30 septembrie 1227, Lisciano⁠(d), Ascoli Piceno, Marche, Statele Papale – d. 4 aprilie 1292, Roma, Statele Papale) a fost papă  din 1288 până la moartea sa.
După bula Papei Nicolae al IV-lea, Prae Cunctis, în martie 1291, Inchiziția condusă de franciscani a fost impusă Bosniei pentru a eradica Biserica Bosniacă.